# 什丘琴反犹骚乱
什丘琴反犹骚乱是第二次世界大战期间什丘琴镇的波兰居民对当地犹太人的大屠杀事件，约300名当地犹太人在事件中遇害。骚乱发生于1941年6月巴巴罗萨行动发生不久，此前德国士兵在入侵时绕过了该镇。德国士兵制止了进一步的屠杀。 
波兰人后来在7月份屠杀了大约100名犹太人。1941年8月德国盖世太保接管什丘琴后，约有600名犹太人被德国人杀害；剩下的犹太人被安置在隔都，随后被送往特雷布林卡灭绝营。 

## 历史背景
在战前，该镇4,502名居民中约有56％是犹太人。.第二次世界大战爆发时，什丘琴被德国军队短暂占领，他们将350名男子（主要是犹太人）送去强迫劳动，五个月后只有30人返回。该镇后来被移交给苏联人，后者逮捕了该镇的富裕居民，其中包括许多犹太人。1941年6月21日，大约20个犹太家庭被驱逐到西伯利亚，约有2000名犹太人留在该镇。1941年6月巴巴罗萨行动开始后，苏联对该镇的控制终止；然而，德国人绕过什丘琴向东推进，将该镇的控制权交给了波兰当地人。

## 六月大屠杀
6月25日晚，什丘琴发生了三起波兰人杀害犹太人的事件。6月28日，持有斧头的暴徒残忍杀害了大约300名犹太人。波兰暴民将犹太人全家灭口，尤其专注于富裕的犹太家庭；随后将尸体扔进镇上的反坦克战壕。当地犹太幸存者卡耶·索伊卡-戈丁（ChayeSoika-Golding）为大屠杀作证，详细介绍了大屠杀过程，以及犹太妇女呼吁阻止骚乱而做出的努力；然而她们的呼吁被当地神父和波兰知识分子拒绝了。这些妇女最终向一支路过的德国部队求助，他们接受了妇女的肥皂、咖啡和志愿工作，干预并制止了骚乱。

## 七月大屠杀
1941年7月24日，约有100名犹太人在镇上的犹太人公墓被苏联任命的波兰警察处决。.

## 后续事件
1941年8月8日，德国盖世太保控制了什丘琴镇。大约600名犹太人在公墓遇害，幸存的犹太人被安置在隔都。1942年11月2日，剩下的犹太人居民被送往博古舍中转营，随后进一步转移到特雷布林卡灭绝营。
1941年8月，约20名来自什丘琴隔都的犹太妇女在布祖里的田野工作时遭到波兰雇主的强奸、抢劫和杀害。在共产党当局1950年的一次审判中，当年的雇主之一Stanislaw Zalewski被判处死刑（后来改判为监禁）。在审判中受审的其他六名杀人犯的名字与其命运不得而知。